# Neko Atsume
Neko Atsume: Kitty Collector (ねこあつめ, Neko atsume) est un jeu vidéo sur smartphone où l'on collecte des chats développé par Hit-Point pour iOS et Android, sorti le 20 octobre 2014. À ce jour, le jeu n'existe qu'en japonais et en anglais,,,,,. Il existe également une version PS4 en réalité virtuelle et une version 3DS, uniquement disponible au japon.

## Système de jeu

### Généralités
Le gameplay tourne autour du joueur achetant de la nourriture, des jouets et du mobilier pour attirer une variété de chats dans le jardin du joueur. Le joueur peut regarder les chats dans le jardin, les prendre en photo et les sauvegarder dans l'album et recevoir des cadeaux de la part des chats.
Après leur départ, les chats vont laisser au joueur des "niboshi" (にぼし, des petites sardines séchées) qui seront soit grises soit dorées, appelées "fish" dans la version anglaise du jeu. Le joueur a aussi la possibilité d'obtenir des poissons gris ou dorés gratuitement en complétant un mot de passe qui change tous les jours. Cette option se trouve sur le bouton "news" du menu principal. Une fois à ce stade, le joueur appuie simplement sur le chat tenant le panneau où le mot de passe est inscrit, ce qui dirigera directement le joueur sur une nouvelle page avec les options "Input Password" ("entrer le mot de passe"), "Submit Feedback" ("laisser un avis") et la FAQ officielle du jeu. Il suffit au joueur de sélectionner "Input Password" et le mot de passe du jour sera ajouté à la liste qui comporte cinq entrées. Une fois les cinq complétées, le joueur reçoit une gamelle gratuite de Ritzy Bitz, une nourriture pour chats du jeu. Les poissons peuvent être utilisés pour acheter de nouveaux types de nourriture et de biens, mais aussi pour agrandir le jardin. Les chats peuvent également laisser des mementos collectionnables au joueur.
Après avoir acheté l'extension initiale du jardin, le joueur peut désormais le rénover. Il peut remodeler le jardin en six styles différents: l'original, le zen, le rustique, le moderne, le western, ou le sucré. 
Il n'y a pas de fin au jeu, mais les chats continueront à venir seulement si le joueur continue à mettre de la nourriture à leur disposition.
Le jeu est gratuit, mais on peut par exemple acheter des poissons supplémentaires.

### Les chats
Il y a actuellement 56 chats à collectionner. Parmi eux, 20 sont considérés comme des chats rares, qui n'apparaissent seulement lorsque certains objets sont placés dans le jardin. Les chats rares ont une interaction unique avec leurs objets respectifs. Chaque chat a son nom, une personnalité et une apparence qui lui est propre. Le joueur peut renommer le chat après qu'il l'ait rencontré. Plusieurs chats rares de la version anglaise du jeu sont nommés après des gens célèbres, réels ou fictifs, souvent avec des jeux de mots comme Lady Meow Meow (Lady Gaga) Mr. Meowgi (M. Miyagi), Chairman Meow (Chairman Mao), Guy Furry (Guy Fieri), Saint Purrtrick (Saint Patrick), Xerxes IX (Xerxès Ier) et Joe DiMeowgio (Joe DiMaggio). Peaches n'est pas considéré comme un chat rare, il a pourtant été relevé que ce chat est plus dur à obtenir que les autres.

## Développement
Yutaka Takasaki, le développeur du jeu, a déclaré que son but était de créer un jeu que même les enfants pourraient apprécier sans y consacrer un temps ou des connaissances conséquentes. Bien qu'il aime lui-même les chats, il a déclaré: « Pour être honnête, je ne sais pas pourquoi ce jeu est si populaire. » Le jeu « a été fait entre le développement d'autres applications. » À la base, c'était un logiciel principalement visuel pour les gens aimant les chats, et qui pouvait être fini en deux ou trois semaines gratuitement. Takasaki a déclaré : « Nous n'allons pas inclure de la triche ou de la complexité dans le jeu, et nous aimerions poursuivre l'idée d'un jeu qui peut être apprécié avec seulement de simples opérations. »

## Sortie
Sur la version 1.4.5, les joueurs peuvent changer entre japonais et anglais à n'importe quel moment.
Le 30 octobre 2015, une version anglaise du jeu appelée Neko Atsume: Kitty Collector sort sur l'Apple Store et le Play Store. Cela permet aux joueurs de permuter entre la version japonaise et anglaise du jeu sur le menu,. Même avant la version anglaise, les guides étaient rédigés dans cette langue pour permettre aux anglophones de jouer.
Dans la version 1.5.5, il y a une chance que le jardin du joueur soit recouvert de neige. Cet événement neigeux dure généralement 24 heures et change l'apparence et la musique du jeu. Le joueur a aussi l'opportunité d'avoir un nouveau chat rare, Frosty[réf. souhaitée].
La version 1.6.0 est sortie le 24 mars 2016. Cette version a ajouté deux chats communs et deux chats rares, plus d'objets et une galerie où les joueurs peuvent acheter des fonds d'écran pour leur téléphone contre des poissons dorés.
La version 1.7.0 est sortie le 14 juillet 2016. Elle a permis l'ajout de trois nouveaux chats, dont un rare, de nouveaux jouets et fonds d'écrans.

## Accueil
En mai 2015, le jeu avait dépassé la barre des 4 millions de téléchargements, Android et iOS combinés. Le 20 août 2015, Neko Atsume remporte le CEDEC Awards pour le meilleur design de jeu,,. Le 4 décembre 2015, le jeu avait dépassé les 10 millions de téléchargements. En janvier 2016, le jeu a été honoré comme faisant partie du Top 5 des jeux mobiles de 2015 par GameSpot, qui a cité le jeu comme « intensément décalé » et « de plus en plus captivant »,.
Le 15 septembre 2015, Google et Hit-Point s'associent pour la Game Week avec Google Play pour produire un événement vidéo live appelé Real Neko Atsume (リアルねこあつめ), qui était diffusé sur YouTube depuis un cat café à Osaka,,.